# Luis Pedro Santamarina Antoñana
Luis Pedro Santamarina Antoñana (Gallarta, 25 de juny de 1942 - Portugalete, 6 de febrer de 2017) va ser un ciclista basc que fou professional entre 1965 i 1973. Com a amateur va prendre part en els Jocs Olímpics de Tòquio. Durant la seva carrera professional aconseguí 13 victòries, sent les més importants d'elles la classificació general de la Volta a Euskadi de 1970, dues etapes de la Volta a Espanya i una del Giro d'Itàlia.

## Palmarès
- 1966
  - Vencedor d'una etapa de la Volta a Andalusia
- 1967
  -  Campió d'Espanya en ruta
  - 1r del Gran Premi San Salvador del Valle
  - 1r del Gran Premi de Biscaia
- 1968
  - Vencedor d'una etapa a la Volta a Espanya
  - Vencedor d'una etapa al Giro d'Itàlia
- 1970
  - 1r de la Volta a Euskadi
  - 1r de la Volta a Aragó i vencedor d'una etapa
  - Vencedor d'una etapa a la Volta a Espanya
- 1972
  - 1r de la Vuelta a los Valles Mineros i vencedor d'una etapa
  - Vencedor d'una etapa del Trofeu Antonio Blanco

### Resultats a la Volta a Espanya
- 1966. 23è de la classificació general
- 1968. 28è de la classificació general. Vencedor d'una etapa
- 1969. 22è de la classificació general
- 1970. 9è de la classificació general. Vencedor d'una etapa
- 1971. 50è de la classificació general
- 1972. 27è de la classificació general

### Resultats al Tour de França
- 1966. 29è de la classificació general
- 1967. 49è de la classificació general
- 1969. Abandona (17a etapa)
- 1971. 24è de la classificació general

### Resultats al Giro d'Itàlia
- 1968. 16è de la classificació general. Vencedor d'una etapa